# Річі Оморова
Ефоса Річі Оморова (швед. Efosa Richie Omorowa, нар. 30 березня 2004, Стокгольм, Швеція) — шведський футболіст нігерійського походження, нападник нідерландського клубу «Ексельсіор».

## Ігрова кар'єра

### Клубна
Річі Оморова народвися в одному з передмість Стокгольма. Займатися футболом починав в молодіжних командах столичних клубів АІК та «Броммапойкарна». У 2020 році в складі юнацької команди АІКа (U-17) Оморова виграв юнацький кубок ліги.
Влітку 2021 року нападник перейшов до стану «Броммапойкарна». Першу гру в основі команди провів 23 травня 2022 року у турнірі Супереттан. За результатами того сезону Оморова допоміг команді виграти турнір другого дивізіона та піднятися до еліти. 8 квітня 2023 року у матчі проти «Мальме» Оморова дебютував у вищому дивізіоні чемпіонату Швеції.
В липні 2023 року нападник перейшов до нідерландського «Ексельсіора» з Роттердама, з яким підписав дворічний контракт. В тому ж сезоні клуб вилетів до Еерстедивізі.

### Збірна
Річі Оморова має нігерійське коріння по лінії батька та івуарійське по лінії матері. Та в 2024 році футболіст почав свої виступи в складі молодіжної збірної Швеції.

## Титули
Броммапойкарна
- Переможець Супереттан: 2022